# After Tea

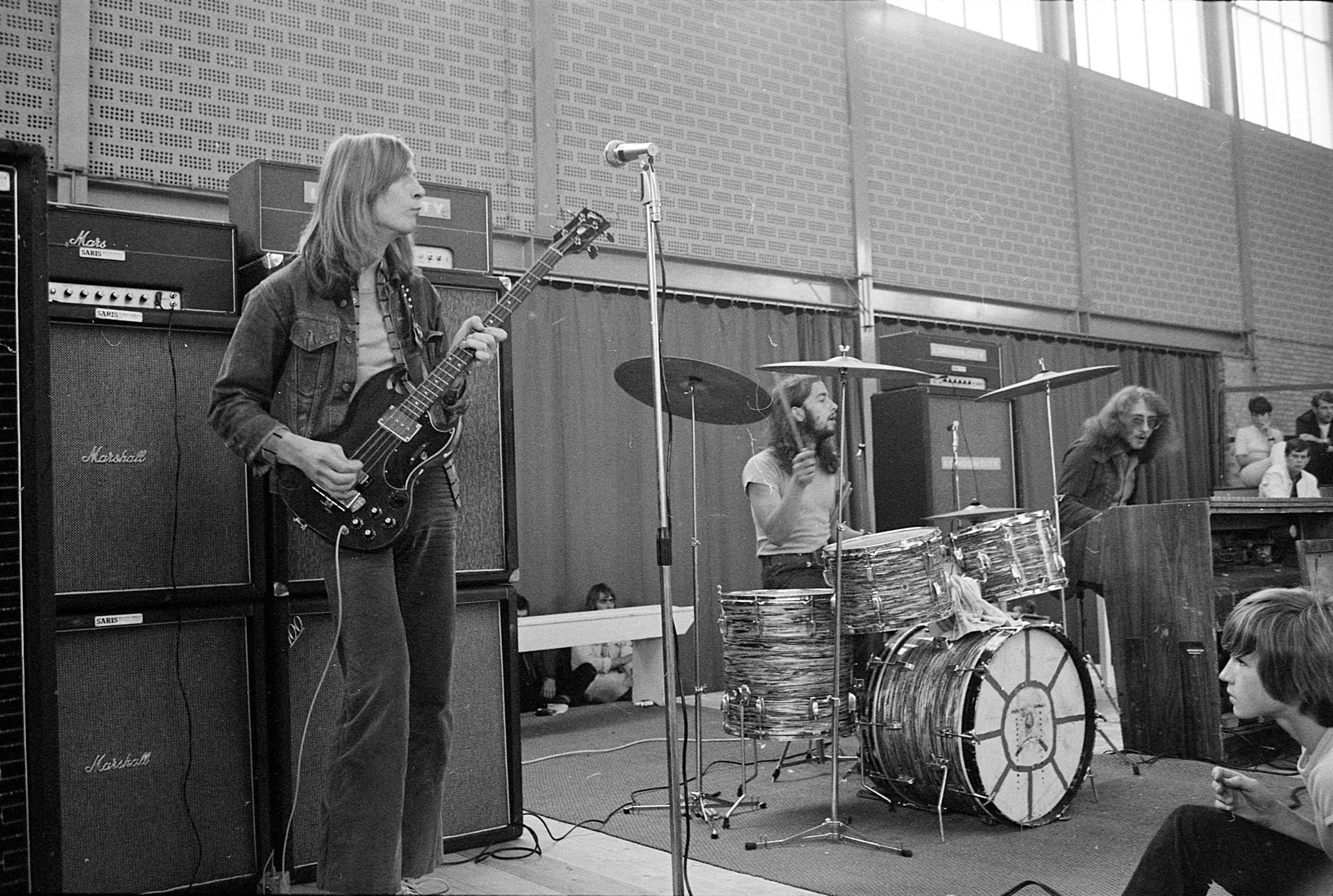
Optreden After Tea in 1970

After Tea is een Nederlandse band uit Delft, die eind jaren zestig enkele hits scoorde. De band was een afsplitsing van de Tee Set. Enkele leden van de band waren Hans van Eijck, Polle Eduard en Ilja Gort.

## Biografie
After Tea ontstond medio 1967 toen drie leden van de Tee Set na een conflict met zanger Peter Tetteroo en manager Theo Cuppens besloten om voor zichzelf te beginnen. Organist en componist Hans van Eijck, bassist en zanger Polle Eduard en de Engelse sologitarist Ray Fenwick trokken als drummer Martin Hage aan. In het kielzog van de Summer of Love en de flowerpower-rage scoorde de band een hit met de eerste single Not just a flower in your hair.
Kort daarop volgden de lp National disaster en de single We will be there, After Tea. Vervolgens kreeg de band te kampen met een aantal bezettingswisselingen. Fenwick, wiens werkvergunning was verlopen, ging terug naar Engeland waar hij aan de slag kon bij The Spencer Davis Group. Hij werd vervangen door Ferry Lever. Niet lang daarna werd Eduard gearresteerd vanwege drugsbezit. Als gevolg daarvan moest hij in de loop van 1968 enige tijd gevangenisstraf ondergaan. Tijdens zijn afwezigheid werd hij vervangen door twee oude bekenden uit de Nederbiet-scene: zanger Frans Krassenburg (die in 1967 The Golden Earrings had verlaten) en bassist Henk Smitskamp die enige tijd daarvoor uit The Motions was gezet.

After Tea maakte in 1968 een parodie op De Heikrekels. Hun onder de naam de Martino's uitgebrachte smartlap Moest dat nou was bedoeld om te laten zien dat het gemakkelijk was om in dit genre een hit te scoren.
In mei 1969 werd een collector's item op de markt gebracht in de vorm van een picturedisc-single. Een groot juweliers-concern deed bij de aankoop van verlovingsringen een boekje en de single cadeau, met daarop de songs Desiree en The Wedding Song.
After Tea bleef platen uitbrengen, maar het succes van de eerste twee singles werd niet meer geëvenaard. In 1969 keerde Hans van Eijck terug naar de Tee Set. Zijn plaats werd ingenomen door de Duitser Ulli Grün (uit de groep The Boots). Rond die tijd werd Ilja Gort de nieuwe drummer, nadat Martin Hage enige tijd was vervangen door Pierre van der Linden. De band besloot zich te concentreren op bluesrock en lp-georiënteerde muziek. In 1970 stapte ook Ferry Lever over naar Tee Set, dat inmiddels internationaal succes had met Ma belle amie. After Tea ging nu verder als trio, zonder sologitarist. Wegens uitblijven van het grote succes besloot de band in 1971 te stoppen. Hun laatste hitje, het instrumentale Sun, was hun zwanenzang.
Polle Eduard en Ulli Grün gingen verder in de groep Drama, en Ilja Gort stortte zich op zijn opnamestudio. Hij boekte veel succes met het componeren van reclametunes (onder andere voor Nescafé) en later met het maken van wijn.

## Discografie
- not just a flower in your hair / the time is nigh - decca - AT 10 288 - 1967 - single
- national disaster - decca - XBY 846 504 - 1967 - LP
- (we will be there) after tea / lemon coloured honey tree - decca - AT 10 299 - 1968 - single
- snowflakes on amsterdam / the cotton blossom palace showboat - decca - AT 10 325 - 1968 - single
- (we will be there) after tea / snowflakes on amsterdam - decca - DL 25 342 - 1968 - single
- peruquine thomas / lily of the valley - decca - AT 10 342 - 1968 - single
- dèsirée / the wedding song - dèsirée - PROM 68002 - 1968 - single
- love in jeopardy / sound of a backstreet - decca - AT 10 385 - 1969 - single
- after tea (1969) - decca - DQY 862 534 - 1969 - LP
- a little bit today (a little bit tomorrow) / blues ride - decca - AT 10 388 - 1969 - single
- joint house blues / sunshine eyes - eagle - 1 - 1969 - single
- please come my love / think - eagle - 8 - 1970 - single
- sun / someday - negram - NG 193 - 1970 - single
- after tea (1970) - negram - NELP 076 - 1970 - LP
- joint house blues (alt) / I'm here (and nowhere else) - negram - NG 199 - 1970 - single
- I'm here (and nowhere else) / let's come all together - negram - NG 227 - 1971 - single
- lovesong to mother nature / fame - negram - NG 216 - 1971 - single
- mexico / well so long - vip - VP 7490 - 1975 - single
- national disaster (+3) - repertoire - REP 4248 WP - 1992 - cd
- the best of after tea - mercury - 514 940 2 - 1993 - cd

### Singles in de top40
| Single met eventuele hitnotering(en) in de Nederlandse Top 40 | Datum van verschijnen | Datum van binnenkomst | Hoogste positie | Aantal weken | Opmerkingen |
| ------------------------------------------------------------- | --------------------- | --------------------- | --------------- | ------------ | ----------- |
| Not just a flower in your hair                                |                       | 21-10-1967            | 11              | 10           |             |
| We will be there after tea                                    |                       | 6-1-1968              | 16              | 7            |             |
| Snowflakes on Amsterdam                                       |                       | 11-5-1968             | 26              | 3            |             |
| Peruquine Thomas                                              |                       | 24-8-1968             | tip             |              |             |
| A little bit today (a little bit tomorrow)                    |                       | 28-6-1969             | tip             |              |             |
| Sun                                                           |                       | 22-8-1970             | tip             |              |             |

### NPO Radio 2 Top 2000
| Nummer met noteringen in de NPO Radio 2 Top 2000 | '01  | '02  | '03  | '04  | '05  | '06 | '07  | '08  |
| ------------------------------------------------ | ---- | ---- | ---- | ---- | ---- | --- | ---- | ---- |
| Not Just a Flower in Your Hair                   | 1347 | 1486 | 1551 | 1871 | 1595 | -   | 1712 | 1896 |

1. ↑  Een '-' betekent dat het nummer niet was genoteerd en een vetgedrukt getal geeft de hoogste notering aan.
2. ↑  2001 was het eerste jaar met een notering voor dit nummer.
3. ↑  Deze tabel is bijgewerkt tot en met de laatste editie (2024).